# 희망의 건너편
《희망의 건너편》(영어: Toivon tuolla puolen)는 2017년 핀란드의 희극 영화로, 아키 카우리스메키 감독의 작품이다. 제67회 베를린 영화제에 경쟁작으로 출품되었고, 제22화 부산국제영화제에서 상영되었다.

## 출연진
- 셰르반 하이 - 칼레드
- 사카리 쿠오스마넨 - 빅스트룀
- 카티 오우티넨
- 톰미 코르펠라 - 멜라르틴
- 빌레 비르타넨
- 티모 토리카
- 엘리나 크니틸레
- 한누페카 비외르크만